# Sorogújino
Sorogújino (en rus: Сорогужино) és un poble de l'óblast de Vladímir, a Rússia, segons el cens del 2010 tenia 241 habitants. Pertany al districte municipal de Iúriev-Polski.